# Megalochlamys kenyensis
Megalochlamys kenyensis är en akantusväxtart. Megalochlamys kenyensis ingår i släktet Megalochlamys och familjen akantusväxter.

## Underarter
Arten delas in i följande underarter:
- M. k. australis
- M. k. kenyensis